# Nicolas Sire
Pour les articles homonymes, voir Sire.
Nicolas Sire est un décorateur et scénographe français.
Il a été récompensé d'un Molière du décorateur scénographe en 1992 pour Célimène et le Cardinal, catégorie dans laquelle il est régulièrement nommé.
Il a été formé à l'école du Théâtre national de Strasbourg, a été assistant du scénographe Yannis Kokkos et a reçu le prix de la Critique en 1988,.
En 2023, il réalise le décor de L'Échange de Paul Claudel, au Théâtre de Poche-Montparnasse. 

## Distinctions
- Prix du syndicat de la critique 1988 : meilleur créateur d'élément scénique pour La Savetière prodigieuse, L'École des femmes, Dom Juan et La Double Inconstance